# San Pablo (Califórnia)
San Pablo é uma cidade localizada no estado americano da Califórnia, no condado de Contra Costa. Foi incorporada em 27 de abril de 1948.

## Geografia
De acordo com o United States Census Bureau, a cidade tem uma área de 6,8 km², onde todos os 6,8 km² estão cobertos por terra.

### Localidades na vizinhança
O diagrama seguinte representa as localidades num raio de 8 km ao redor de San Pablo.

## Demografia

### Censo 2010
Segundo o censo nacional de 2010, a sua população é de 29 139 habitantes e sua densidade populacional é de 4 277,81 hab/km². É a cidade mais densamente povoada do condado de Contra Costa. Possui 9 571 residências, que resulta em uma densidade de 1 405,09 residências/km².

### Censo 2000
De acordo com o censo nacional de 2000, a densidade populacional era de 4521,7/km² (11.726,9/mi²) entre os 30.215 habitantes, distribuídos da seguinte forma:
- 31,62% caucasianos
- 18,33% afro-americanos
- 0,90% nativo americanos
- 16,37% asiáticos
- 0,51% nativos de ilhas do Pacífico
- 25,44% outros
- 6,83% mestiços
- 44;65% latinos

Existiam 6489 famílias na cidade, e a quantidade média de pessoas por residência era de 3,29 pessoas.